# Suidakra

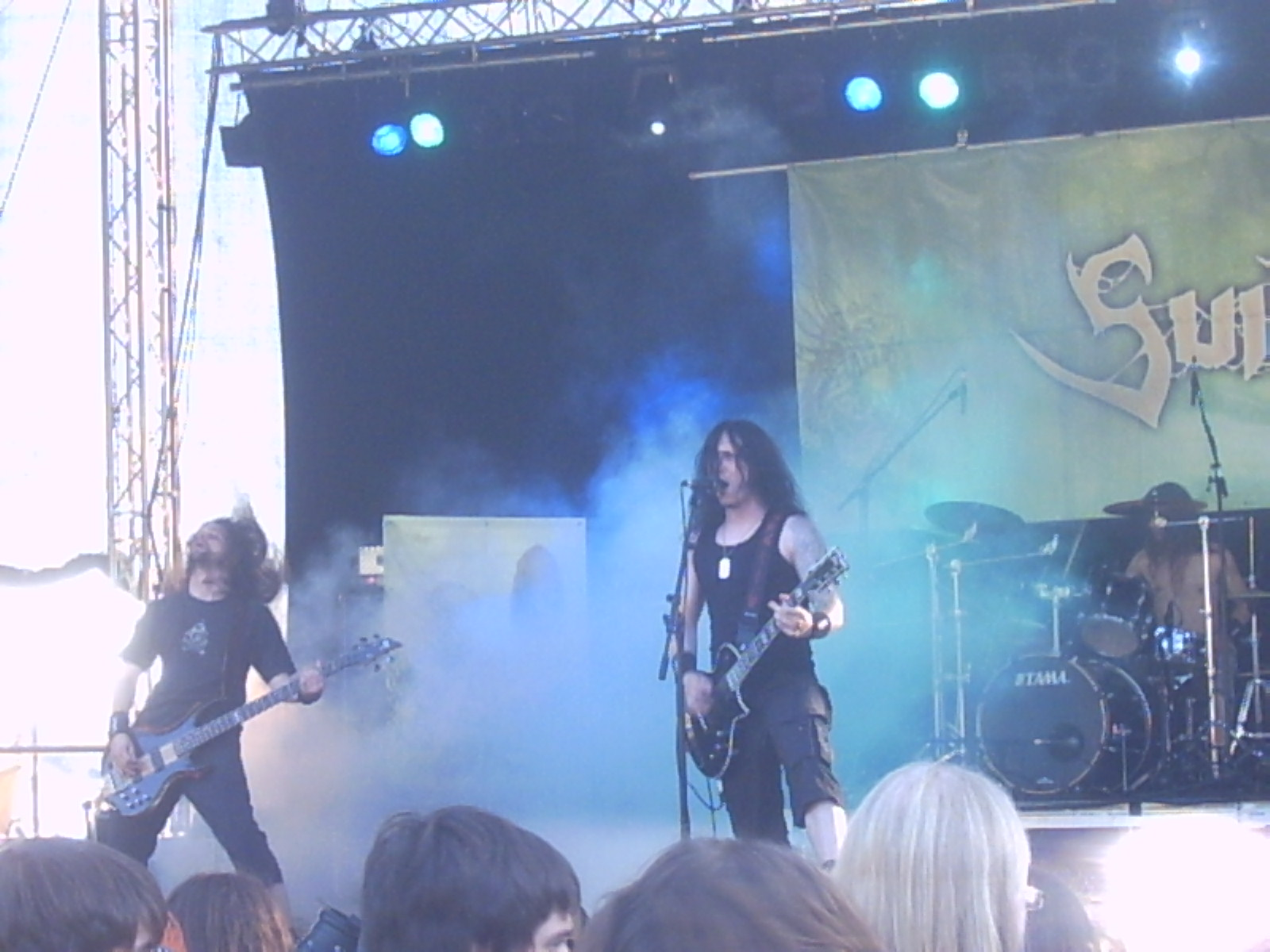
Виступ Suidakra на Rock-Area-Festival 2008

SuidAkrA — німецька метал-група, утворена в 1994 році. Виступили на більш ніж 200 концертах (включаючи найбільший у світі фестиваль металу Wacken Open Air) під час турів по Європі, Азії, Південній й Північній Америці. Група також стала відомою завдяки епічним концептуальним альбомам і майстерному комбінуванні різних жанрів металу і рок-музики з народними музичними інструментами, такими як волинка, банджо і флейта.

## Склад
- Arkadius Antonik — гітара, вокал
- Marcus Riewaldt — бас-гітара
- Lars Wehner — барабани

## Дискографія

### Альбоми
- Dawn (1995, Demoaufnahme, Eigenproduktion)
- Lupine Essence (1997, Eigenproduktion)
- Auld Lang Syne (1998, Last Episode|Last Episode Productions)
- Lays from Afar (1999, Last Episode Productions)
- The Arcanum (2000, Last Episode Productions)
- Emprise to Avalon (2002, Century Media|Century Media Records)
- Signs for the Fallen (2003, Century Media Records)
- Command to Charge (2005, Armageddon Music)
- Caledonia (2006, Armageddon Music)
- 13 Years Of Celtic Wartunes (2008, DVD — Wacken Records/SPV)
- Crógacht (2009, Wacken Records/SPV)
- Book Of Dowth (2011, AFM Records)
- Eternal Defiance (2013, AFM Records)

### Демозаписи
- Dawn (1995)

### Збірники
- 13 Years of Celtic Wartunes (2008, DVD — Wacken Records/SPV)